# آیلرتون بی‌واتر
آیلرتون بی‌واتر (به انگلیسی: Allerton Bywater) یک روستا و محله مدنی در بریتانیا است که در سیتی لیدز واقع شده‌است. آیلرتون بی‌واتر ۴٬۷۱۷ نفر جمعیت دارد.